# 道の駅おおぎみ

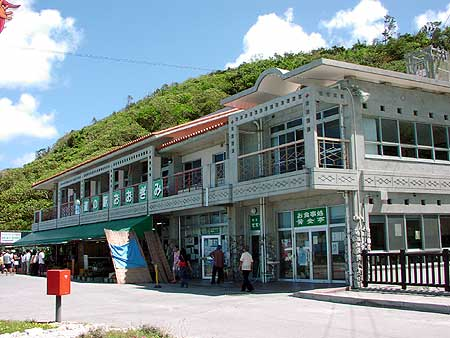
移転前の旧道の駅（施設は「大宜味村農村活性化センター」として現存）

道の駅おおぎみ（みちのえき おおぎみ）は、沖縄県国頭郡大宜味村の国道58号沿いにある道の駅。2020年（令和2年）2月22日から旧大宜味中学校跡地に移転。「やんばるの森ビジターセンター」が併設されている。

## 施設
- 駐車場[2]
  - 普通車：109台（うち身障者用3台）
  - 大型車：9台
- トイレ
- 直売所（10:00 - 19:00）[2]
- レストラン（11:00 - 19:00）[2]
- パーラー（10:00 - 17:00）[2]
- 情報・観光コーナー（9:00 - 17:00）[2]

### 管理
- 大宜味村
- ファーマーズフォレスト

## アクセス
- 国道58号 - 登録路線
- 琉球バス交通・沖縄バス 67番「道の駅おおぎみビジターセンター前」バス停下車（旧・大宜味中学校前バス停）
- 東村コミュニティバス「道の駅おおぎみビジターセンター」バス停
  - 東村方面から運行し、道の駅内にある上記バス停を発着する。

## 周辺
- 大宜味村役場
- 塩屋湾
- 宮城島